# Chimarra georgensis
Chimarra georgensis är en nattsländeart som beskrevs av Barnard 1934. Chimarra georgensis ingår i släktet Chimarra och familjen stengömmenattsländor. Inga underarter finns listade i Catalogue of Life.